# Československé legie ve Francii
Československé legie ve Francii je označení pro jednotky československých legií, tj. dobrovolnických jednotek Čechů a Slováků za první světové války, utvořené v letech 1914–1918 na území Francie. 

## Historie

### Rota Nazdar

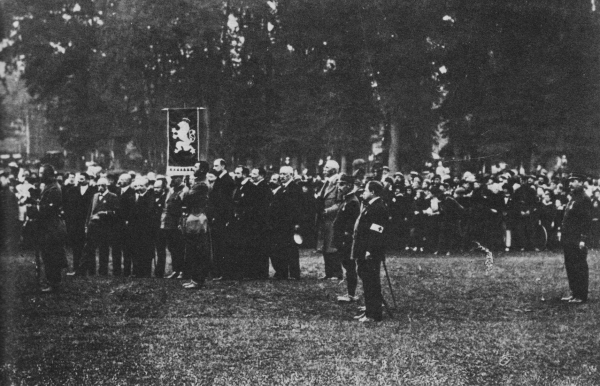
Přísaha roty Nazdar 12. října 1914

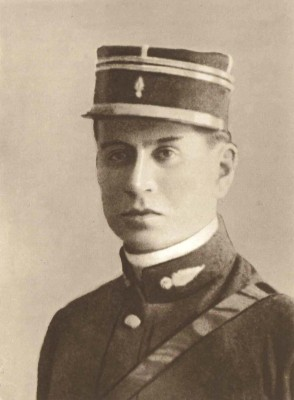
Václav Dostal, první český důstojník ve francouzském vojsku, který padl 9. května 1915 v bitvě u Arrasu

Již dne 28. července 1914, když Rakousko-Uhersko vyhlásilo válku Srbsku, byla před rakousko-uherským velvyslanectvím v Paříži uspořádána demonstrace s názvem „Pryč s Rakouskem!“, vyzývající Francii ke vstupu do války. Dvě stovky ve Francii žijících Čechů vydaly před rakousko-uherské velvyslanectví v Paříži, kde za zpěvu písně Hej, Slované spálili rakousko-uherskou vlajku. V rámci iniciativy těchto Čechů, převážně členů zdejší jednoty Sokola, kteří se rozhodli nabídnout své služby francouzské armádě. Idea měla též podporu některých známých francouzských osobností, zejména pak historika a bohemisty Ernesta Denise či zástupců sdružení pařížských Čechů, mj. advokáta Josefa Čapka a Josefa Hofmana-Krátkého. Vstup do Cizinecké legie byla jediná možnost, jak vytvořit na území Francie zahraniční jednotku. 
V rámci francouzské Cizinecké legie následně vznikla 31. srpna 1914 jednotka nazvaná rota „Nazdar“ (compagnie „Nazdar“), k službě v ní bylo uznáno 341 Čechů a 2 Slováci. Pojmenovaná podle tradičního sokolského pozdravu, kterým se její příslušníci odlišovali od Francouzů. Prvními a jedinými důstojníky jednotky se stali Václav Dostal a Rudolf Audritzký, zbylé důstojnické pozice byly obsazeny Francouzi. Prvním velitelem byl jmenován kapitán M. L. J. Sallé. Praporečníkem byl pak ustanoven Karel Bezdíček, rovněž člen pařížského Sokola. Rota prodělala dvouměsíční výcvik prodělali v Bayonne, slavnostní přísahu pak složila 12. října a byla začleněna do praporu C tzv. Marocké divize. K prvnímu bojovému nasazení byla rota „Nazdar“ odeslána v říjnu 1914 do kraje Champagne poblíž Remeše. Vůbec prvním padlým jednotky byl teprve její nejmladší, šestnáctiletý, příslušník, pařížský Čech Lumír Březovský, který zemřel 12. prosince 1914. 
Rota se účastnila vítězné bitvy u Arrasu, ve které však po útoku na kótu 140 na hřebenu Falaise de Vimy mezi vesnicemi La Targette a Souchez 9. května 1915 utrpěla výrazné ztráty vedoucí k jejímu rozpuštění. Během arraské bitvy došlo také ke ztrátě bojového praporu roty „Nazdar“, kterou měl během útoku u sebe praporečník Karel Bezdíček. Ten padl a jeho tělo se nikdy nenašlo, pravděpodobně leží pohřben, i s praporem, v některém z hromadných hrobů. Přesto však tato bitva rotu navěky proslavila. Po rozpadu roty „Nazdar“ byli přeživší a další českoslovenští dobrovolníci rozmístěni do různých jednotek Cizinecké legie a bojovali na nejrůznějších bojištích. Kromě západní fronty ve Francii to bylo například na soluňské frontě v Řecku či u Gallipoli. Jsou zmiňováni i při pokusu Milana Rastislava Štefánika vytvořit ve Francii letecký oddíl, k čemuž nakonec nedošlo, někteří členové bývalé roty, jako např. Jan Hofman, Vilém Stanovský, Jan Štork či Silvestr Šebesta, se posléze dostali do francouzského válečného letectva jakožto piloti letounů. 

### Československá střelecká brigáda

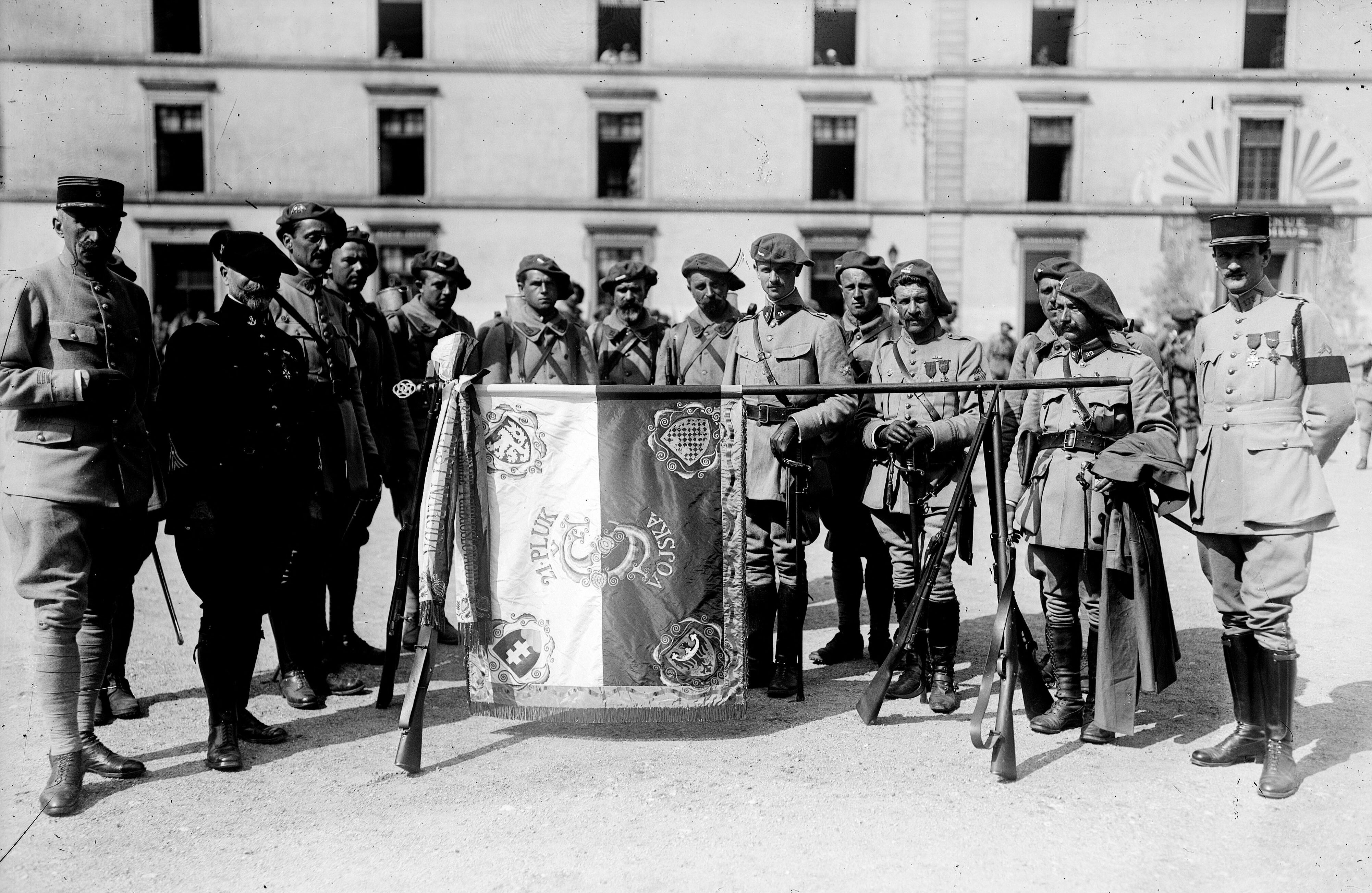
Českoslovenští legionáři ve Francii se svým praporem

V závěru roku 1917 se díky příjezdu dvou transportů legionářů z Ruska, příchodu Čechoslováků ze srbského a rumunského zajetí, a dobrovolníků sloužících v srbské armádě počaly ve Francii formovat skutečné legie. Ty byly oficiálně vytvořeny dekretem francouzské vlády z 16. prosince 1917. V roce 1918 vznikla Československá střelecká brigáda o síle asi 9 600 vojáků. Brigádu tvořily 21. a 22. čs. střelecký pluk, opět pod vrchním velením francouzských důstojníků, celé legii pak velel generál Maurice Janin. Jednotka byla posílena také skupinou českoamerických dobrovolníků v čele s českochicagským lékařem Ludvíkem Fisherem. Dne 30. června 1918 se u města Darney za přítomnosti ve Francii přebývajícího Edvarda Beneše a francouzského prezidenta Raymonda Poincarého konala velká vojenská slavnost spojená s přísahou příslušníků 21. čs. střeleckého pluku, který zde převzal bojovou zástavu, vytvořenou dle návrhu malíře Františka Kupky (příslušníka roty „Nazdar“). Brigáda pak byla nasazena do bojů na západní frontě první světové války v Alsasku, u Terronu a Vouziers. Právě bitva u Terronu 20. října 1918 se, vedle bitvy u Arrasu, stala nejznámějších a asi nejvýraznějším bojovým vystoupením československých legionářů ve Francii.

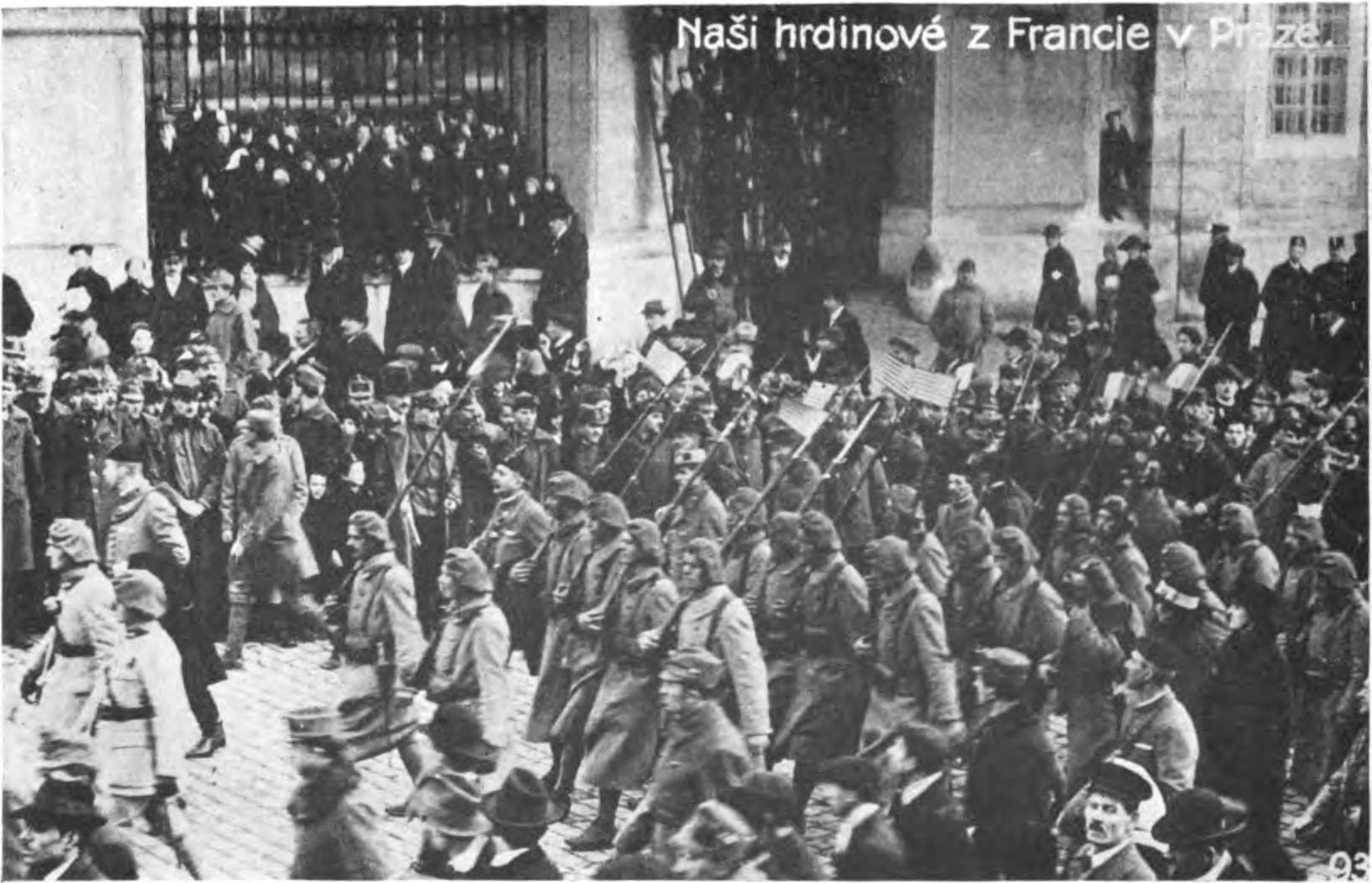
Návrat legionářů z Francie v Praze

Na jaře roku 1919, kdy se brigáda vrátila do Československa, působilo ve Francii již 11 300 legionářů. Za celou válku padlo pak 650 členů jednotek, posledním mrtvým z francouzských legií byl Alois Fabián, který zemřel 22. října 1918 v německém zajateckém táboře Giessen. Nasazení legionářů na západní frontě výrazně přispělo k tomu, že francouzská vláda 29. června 1918 podpořila právo Čechů a Slováků na samostatný stát a uznala Národní radu Čechů a Slováků jako orgán zastupující tyto národy, což následně přispělo k větší mezinárodní podpoře nově založeného Československa. 
Nemalá část legionářů nedlouho po návratu do vlasti absolvovala nasazení v maďarsko-československé válce, kde hájili jihoslovenskou hranici proti maďarským silám. 

### Památka
Služba československých legionářů ve Francii byla často připomínána na ve 20. a 30. letech 20. století v Československu hojně budovaných pomnících společně s legionáři ruskými a italskými. Část na západní frontě padlých Čechů a Slováků je pohřbena na Československém vojenském hřbitově La Targette, v blízkosti bojiště bitvy u Arrasu. 